# XIV. Károly János svéd király
Jean Baptiste Bernadotte (Pau, 1763. január 26. – Stockholm, 1844. március 8.) francia marsall, XIV. Károly János néven svéd, valamint III. Károly János néven norvég király 1818 és 1844 között, a Bernadotte uralkodóház alapítója.

## Élete
Francia kispolgári családból származott. Sikeresen harcolt a francia köztársaság és a napóleoni háborúkban. 1810-ben az idős és utód nélküli XIII. Károly svéd király trónjának örökösévé tették meg, mivel Svédország részt vett a Franciaország elleni háborúkban, de Napóleonnal szemben így is alulmaradt, és a Riksdag, félve Svédország esetleges francia megszállásától, Napóleon kegyeit keresve jelölte ki Bernadotte-ot. Svédország koronahercegeként a marsall rövidesen már ténylegesen uralkodott a gyermektelen Károly helyett, de Napóleonnal cseppet sem volt felhőtlen a viszonya, mert Bernadotte nem nézte jó szemmel Napóleon hatalomra kerülését, császárrá választását még kevésbé. Napóleon nem bízott Bernadotte‑ban, és komolyan tartott attól, hogy Svédország és Franciaország között ismét háború tör ki.
1812-ben csatlakozott a Napóleon elleni hatodik koalícióhoz. Napóleon első menyasszonyát, Désirée Claryt vette feleségül. Egyetlen fia született, Oszkár herceg, a későbbi I. Oszkár király.
Bernadotte rendelte el, hogy Svédország tartsa távol magát az európai ügyektől, mely semlegességi politikát a svédek azóta sem adták fel. Ezért a napóleoni háborúk nagy részétől távol maradtak a svédek, s nem csatlakoztak az Oroszország elleni támadáshoz sem. Viszont Napóleon megtörésére Bernadotte háborúba vezette a svédeket, és kivette részét a Hatodik koalíciós háború 1813. október 16–19. között megvívott sorsdöntő ütközetéből, a lipcsei csatából, a „népek csatájából”.
A szövetséges parancsnokok Széchenyi Istvánnal küldtek üzenetet Bernadotte-nak akkor, s a gróf jelentősen hozzájárult, hogy a svédek még időben csatlakozhattak a franciák elleni támadáshoz.
A győzelmet követően a vesztes oldalon harcoló Dániától megszerezte Norvégiát (igaz egy újabb rövid háború árán), melyet 1905-ig perszonálunió fűzött Svédországhoz.
XIV. Károly János uralkodóként ultrakonzervatív beállítottságú volt, országait abszolutista módon kormányozta.